# Down 4 My Niggaz
"Down 4 My Niggaz" (Também conhecida como Down For My Hitters, Down For My Niggaz ou ainda Down 4 My N's) é uma canção dos rapper's Snoop Dogg e C-Murder, lançada como terceiro single do quarto álbum de estúdio No Limit Top Dogg de Snoop Dogg, e como single para o terceiro de C-Murder. O single tem a participação do rapper Magic.

## Vídeo e musica
O videoclipe tem a participação dos três artistas e foi dirigido por J.J. Smith.

## Desempenho nas paradas
| Paradas (1999)                                     | Melhor posição |
| -------------------------------------------------- | -------------- |
| Estados Unidos (Bubbling Under Hot 100 Singles)    | 11             |
| Estados Unidos (Billboard R&B/Hip-Hop Songs)       | 29             |
| Estados Unidos (Billboard Hot R&B/Hip-Hop Airplay) | 28             |